# Wildpark Schwarze Berge
Koordinaten: 53° 26′ 27″ N, 9° 53′ 4″ O
Der Wildpark Schwarze Berge ist ein Wildpark in der Gemeinde Rosengarten im nördlichen Niedersachsen. Der 1969 gegründete und ganzjährig geöffnete Park liegt in einem Waldgebiet in den Harburger Bergen, südlich des Hamburger Stadtteils Hausbruch, bei Rosengarten-Vahrendorf und ist 50 Hektar groß und hat ca. 140 Mitarbeiter.

## Tierarten
In weitläufigen, naturnahen Gehegen werden um die hundert Tierarten mit etwa tausend Tieren gezeigt; unter anderem Wisente, Europäische Wölfe, Luchse und Elche. Seit 2009 sind dort auch Europäische Braunbären beheimatet. In Streichelgehegen leben freilaufende Zwergziegen, Hängebauchschweine und Damwild. Im Januar 2022 wurde ein Barockesel geboren – von dieser Rasse gibt es weltweit nur ca. 320 Tiere.
Im Park finden regelmäßig Führungen statt. Darüber hinaus bietet das Natur-Erlebnis-Zentrum im Wildpark Schwarze Berge e. V. verschiedene Mottotage in den Schulferien an.

## Elbblickturm
Vom 45 m hohen Elbblickturm auf dem Gelände kann man bei guter Sicht die Elbe, Blankenese, Cranz, den gesamten Hamburger Hafen und den Fernmeldeturm Hamburg-Lohbrügge sehen.

## Bilder

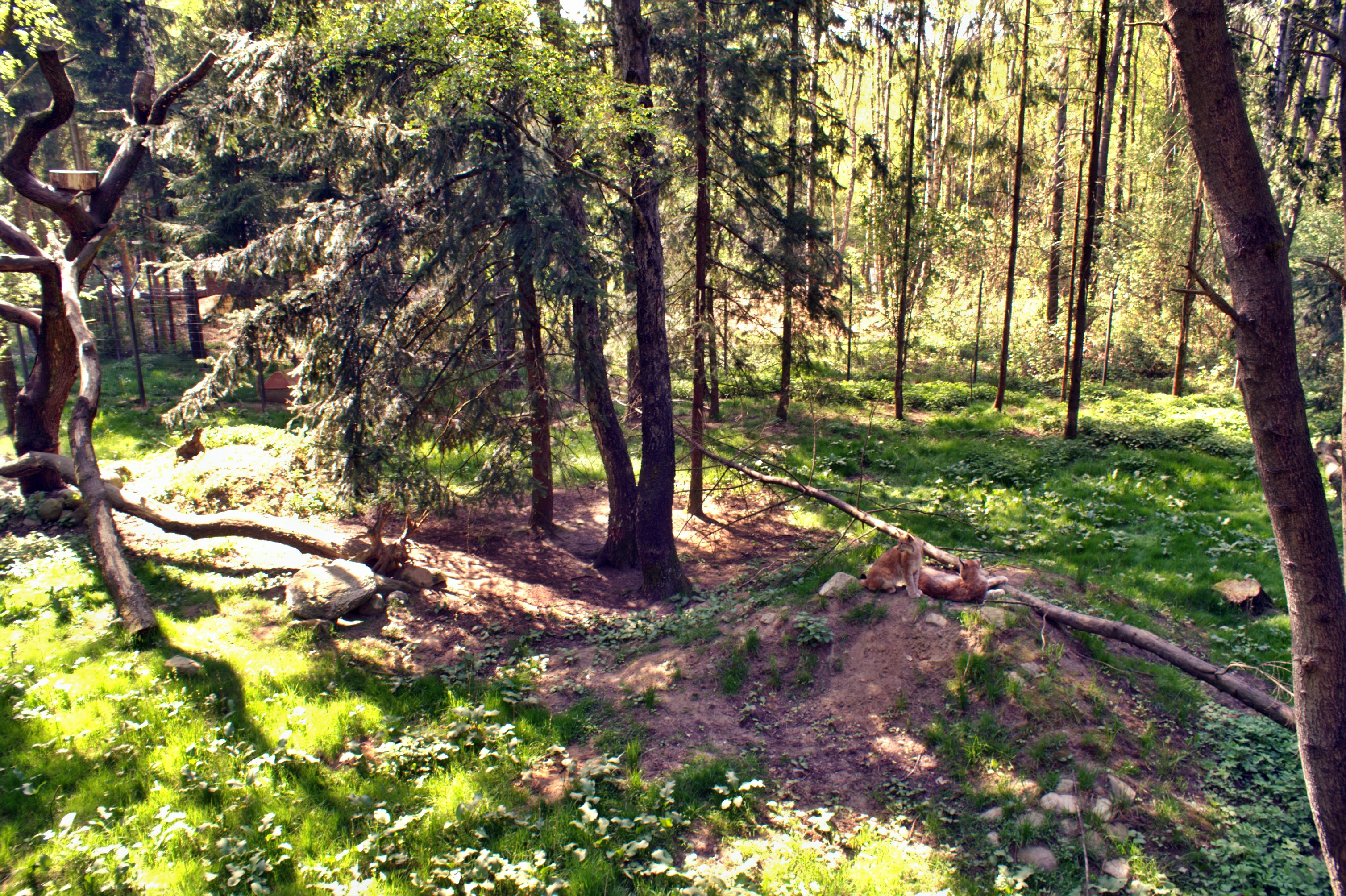
Luchsgehege
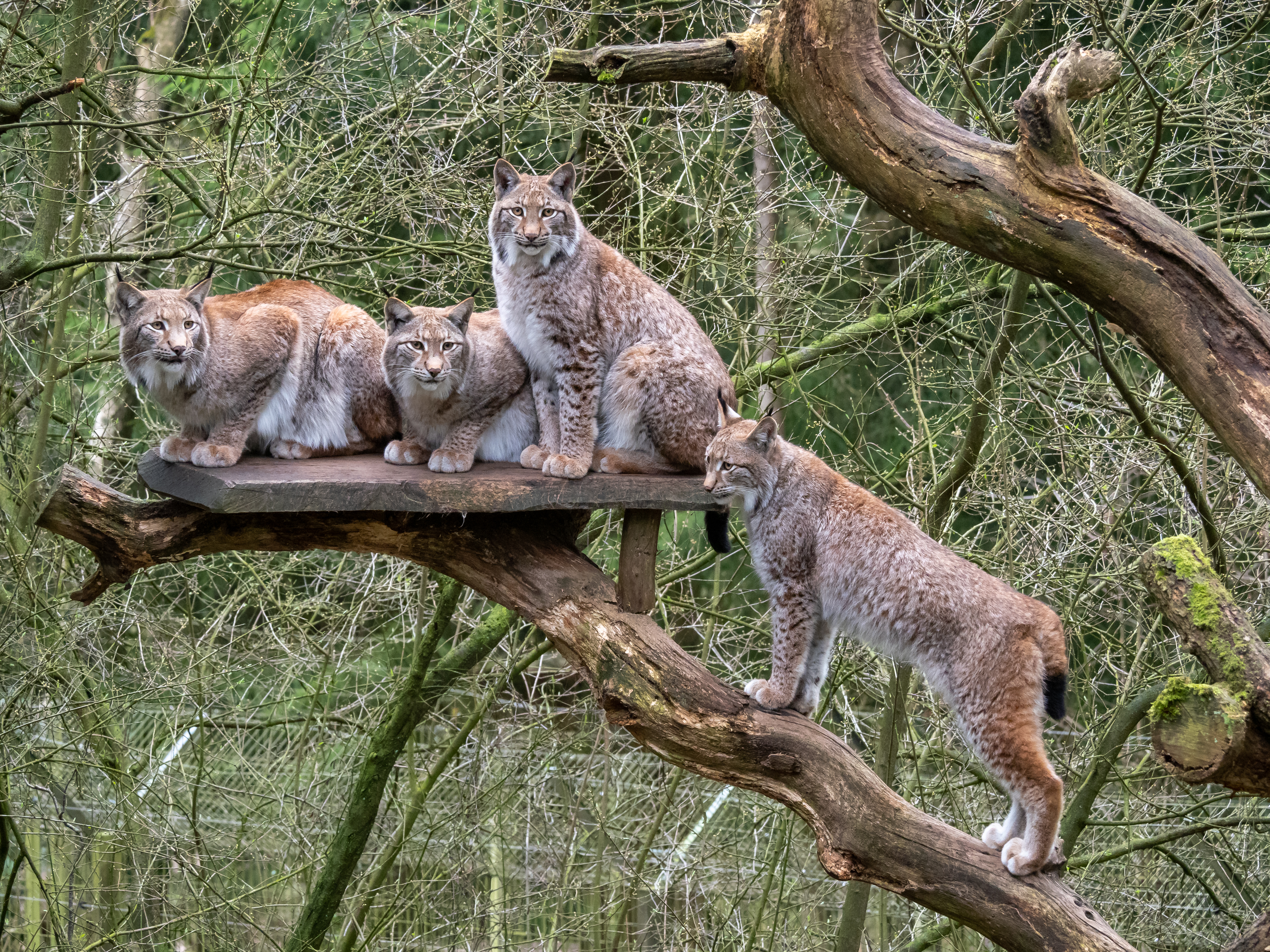
Luchsfamilie
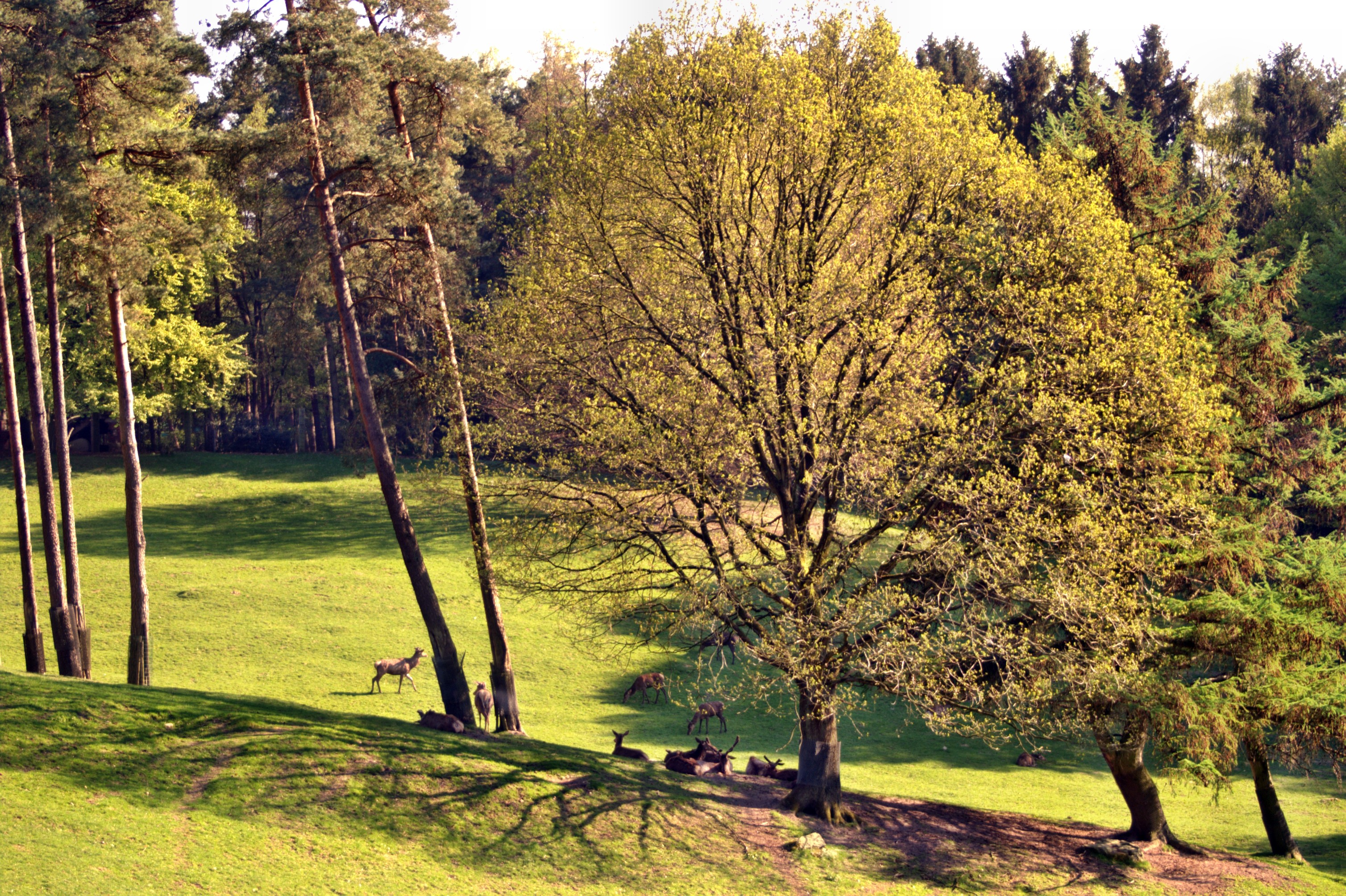
Rothirschgehege
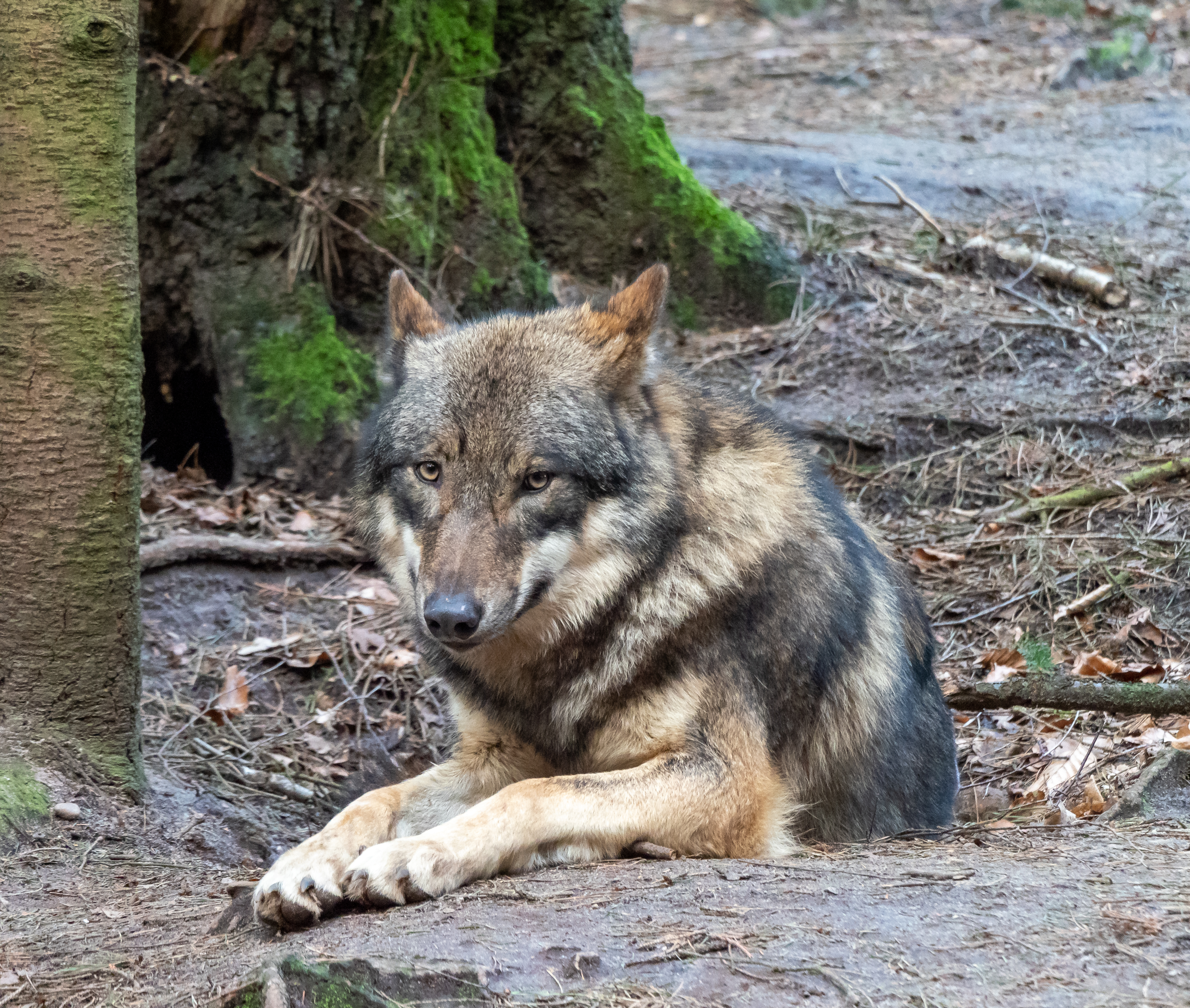
Wolf
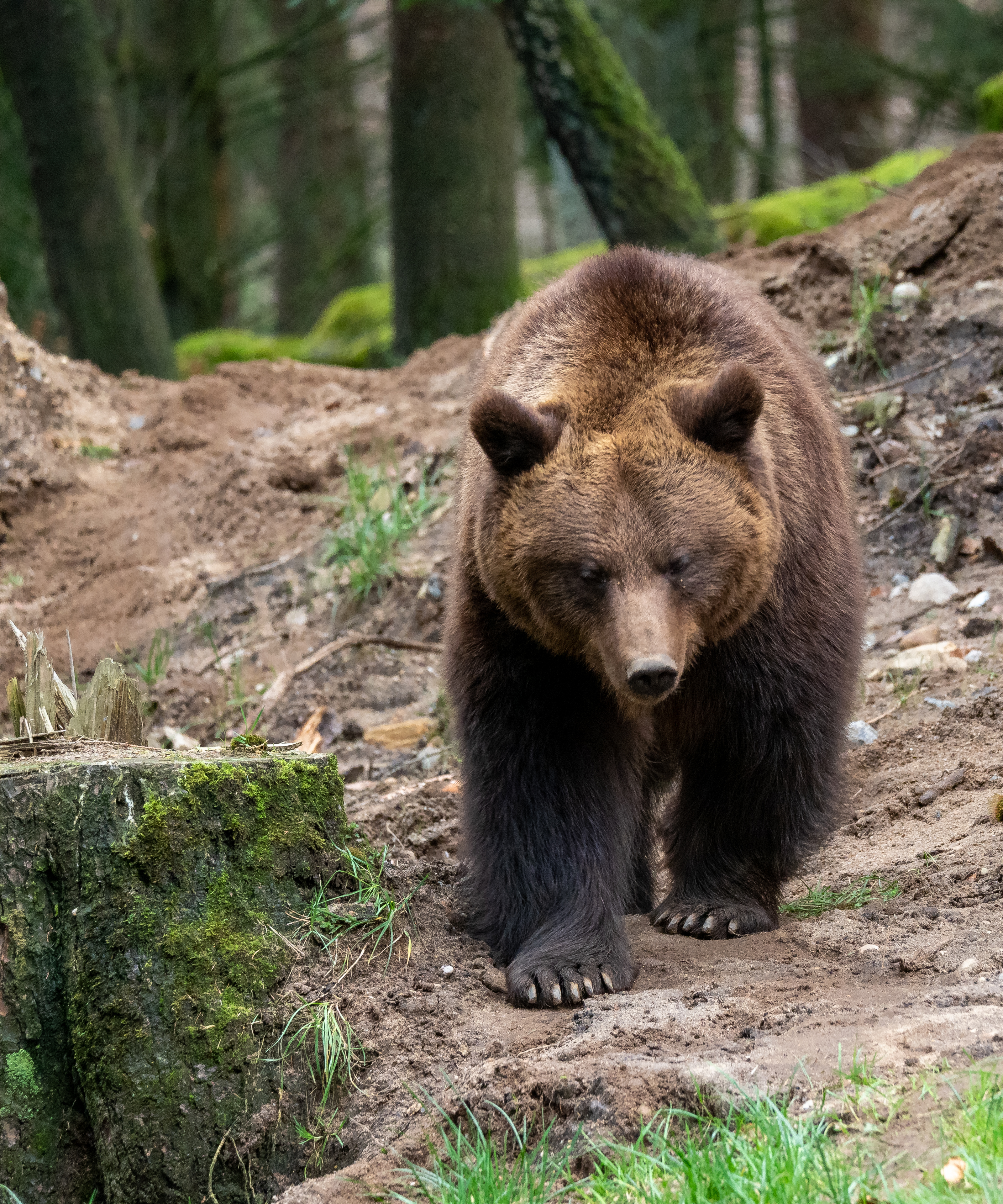
Braunbär
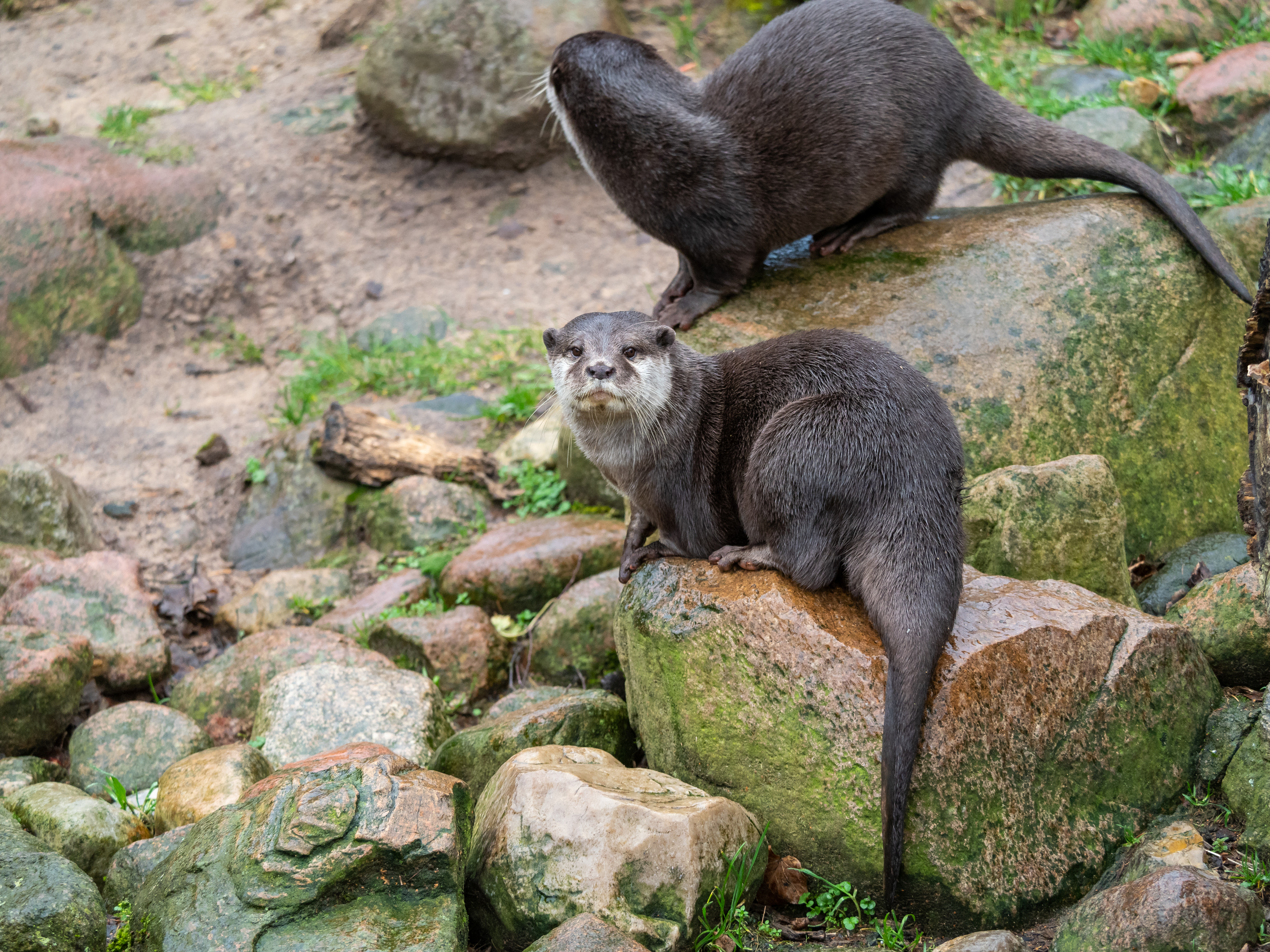
Zwergotter
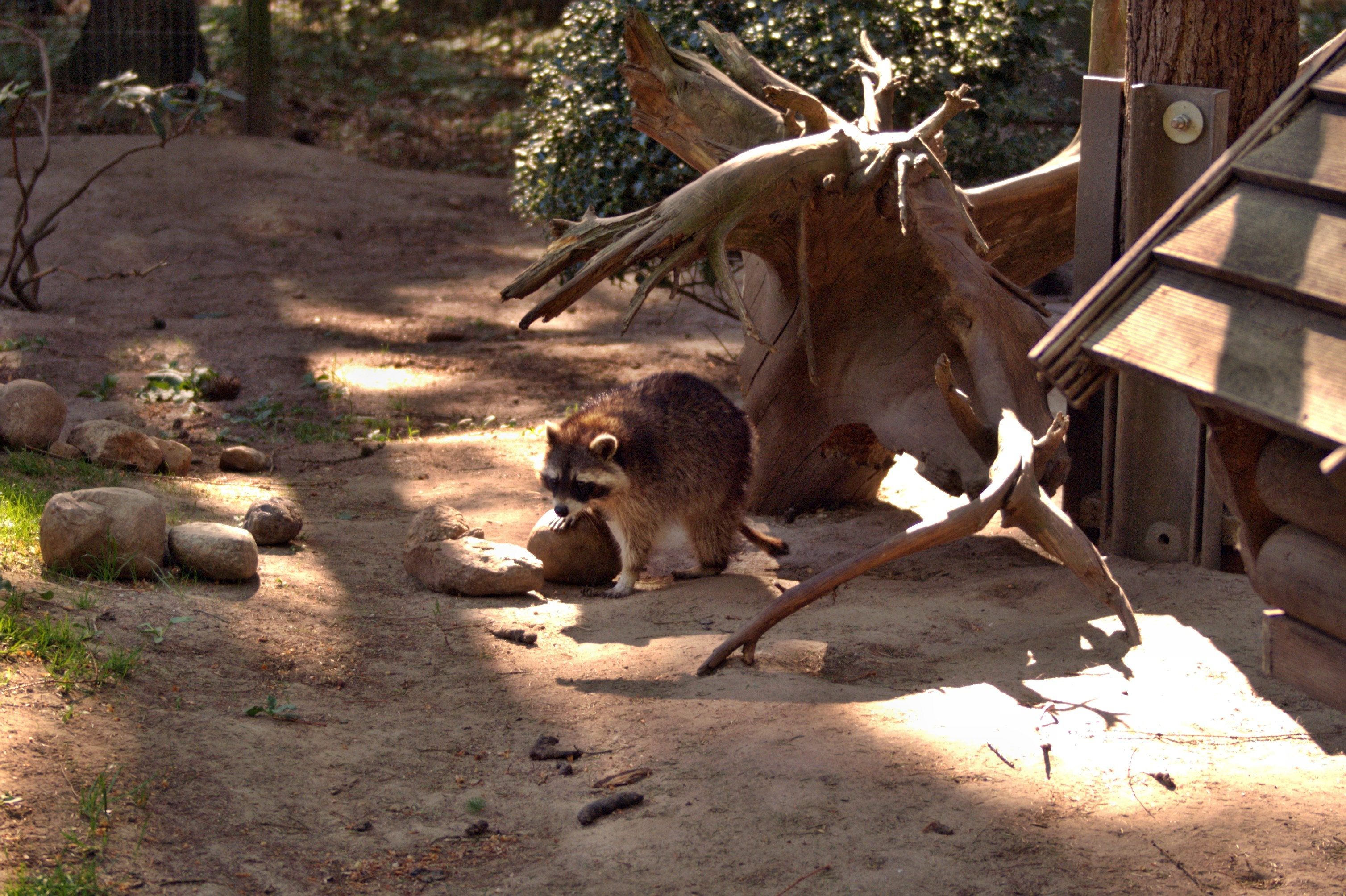
Waschbärengehege